# GREAT SPLASH
『GREAT SPLASH』（グレイト・スプラッシュ）は、日本のロックバンド、cuneの1枚目のアルバム。

## 収録曲
出典：タワーレコード
1. BORDER（3:46)
作詞・作曲:生熊耕治・小林亮三
編曲:CUNE・佐久間正英
2. リフレイン（3:31）
作詞・作曲:小林亮三
編曲:CUNE・佐久間正英
1stシングル。
3. クローバー（4:22）
作詞・作曲:小林亮三
編曲:CUNE・佐久間正英
3rdシングル。
4. 流れ星（3:51）
作詞・作曲:小林亮三
編曲:CUNE・佐久間正英
1stシングルのC/W曲。
5. エアロビクス☆ガール（1:08）
作詞・作曲:小林亮三
編曲:CUNE
6. 1999.12.24（4:36）
作詞・作曲:小林亮三
編曲:CUNE・佐久間正英
7. イナズマ（3:56）
作詞・作曲:小林亮三
編曲:CUNE・佐久間正英
2ndシングル。
8. 赤いマフラーの女（3:51）
作詞:小林亮三
作曲・編曲:CUNE
9. 様々サマー（4:18）
作詞:小林亮三、作曲:生熊耕治
編曲:CUNE・佐久間正英
2ndシングルのC/W曲。
10. Butterfly（4:00）
作詞:小林亮三、作曲:CUNE
編曲:CUNE・佐久間正英
インディーズ2ndシングルの新録音バージョン。
11. おやすみ（2:54）
作詞・作曲:小林亮三
編曲:CUNE・佐久間正英
12. SAMURAI DRIVE (cosmic version)（5:52）
作詞:小林亮三、作曲:CUNE
編曲:CUNE・Kazuyuki Matsumura
インディーズ1stシングル「星をみてれば」C/W曲のアルバムバージョン。